# Stadtkirche Waldbröl

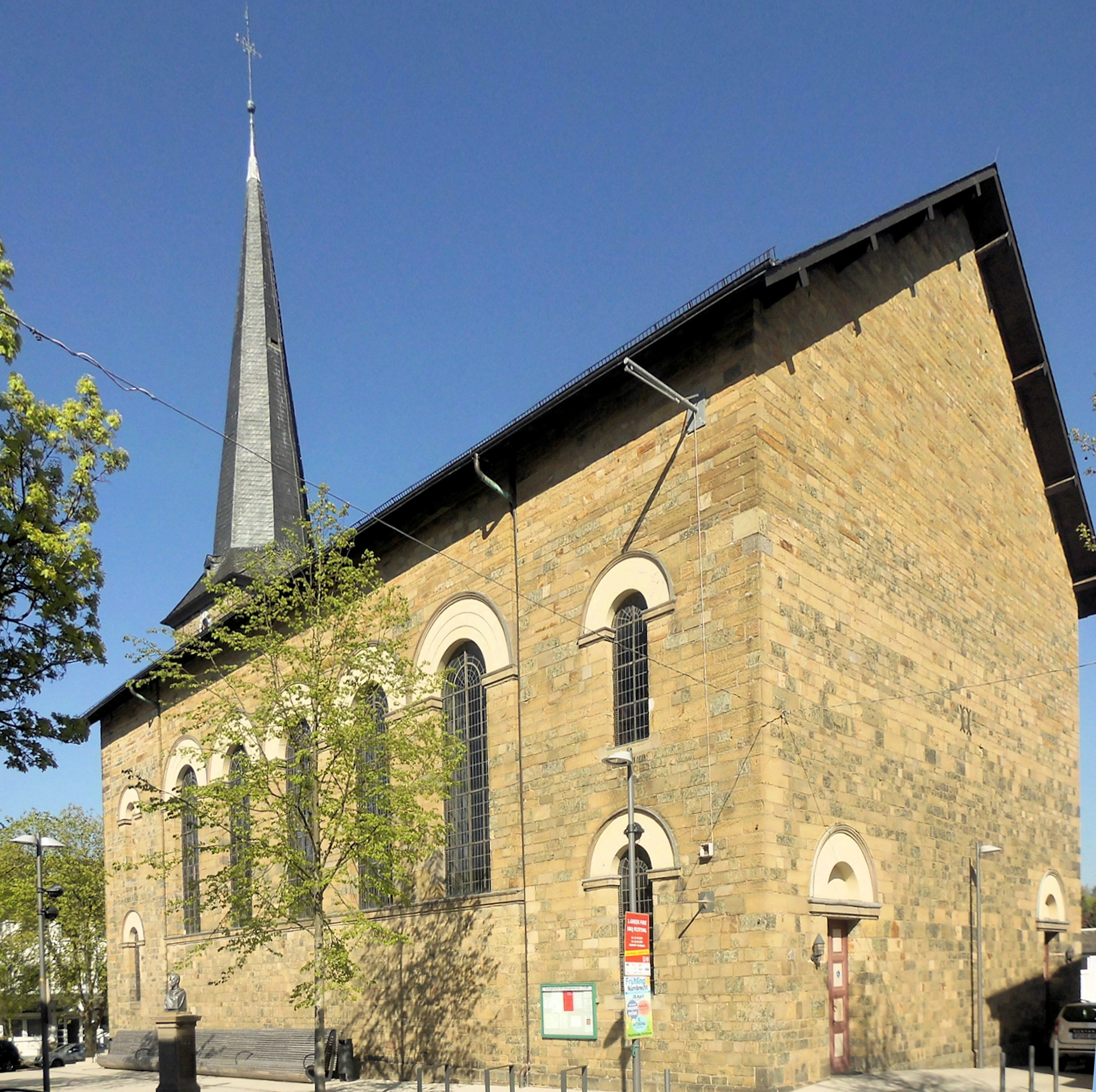
Kirche Waldbröl – Ostseite

Die Stadtkirche Waldbröl ist eine evangelische Kirche in der nordrhein-westfälischen Stadt Waldbröl. Die Kirchengemeinde Waldbröl gehört zum Kirchenkreis An der Agger in der Evangelischen Kirche im Rheinland.

## Geschichte
Die erste urkundliche Erwähnung der Stadtkirche Waldbröl wird auf den 31. März 1131 datiert. Mit der Einführung der Reformation durch die Grafen Sayn-Wittgenstein 1563 wurde Waldbröl evangelisch. Bereits 1605 wurde durch den Regentenwechsel Waldbröl erneut katholisch. Die evangelische Gemeinde wehrte sich, und der Rekatholisierungsversuch scheiterte 1610. 1631 erfolgte der nächste Versuch, Waldbröl wieder zu katholisieren. Die Gemeinde übte passiven Widerstand und stellte 1646 heimlich einen evangelischen Pfarrer ein. Der katholische Geistliche wurde mit 80 Talern abgefunden und verließ im selben Jahr die Pfarrei. Der Religionsvergleich vom 26. April 1672 zwischen dem evangelischen Kurfürsten von Brandenburg und dem katholischen Herzog von Pfalz-Neuburg brachte die gesetzliche Anerkennung als evangelisch-lutherische Gemeinde.
1788 erhielt die Kirche ihre erste Orgel aus der Werkstatt des Orgelbauers Schöler.
In den Jahren 1837 bis 1843 erfolgte nach der baupolizeilichen Sperrung der Neubau des Kirchenschiffes. Der Turm aus dem 12. Jahrhundert blieb bestehen. In den Jahren des Baus wurde der Gemeinde Gastrecht in der 1703 gebauten katholischen Kirche St. Michael gewährt. 1909 sowie 1952 wurde die Kirche jeweils grundsaniert. Die letzte Sanierung im Jahr 2002 gab der Kirche ihr heutiges Aussehen. Der Künstler Bo Allison entwarf das fünf Tonnen schwere Betonkreuz sowie die Kanzel und den Nimbus. Ebenfalls wurden neue Emporen geschaffen sowie ein Eltern-Kind-Raum.
Die Glocken stammen aus dem Jahr 1958 und tragen den Namen der vier Evangelisten.

## Orgel

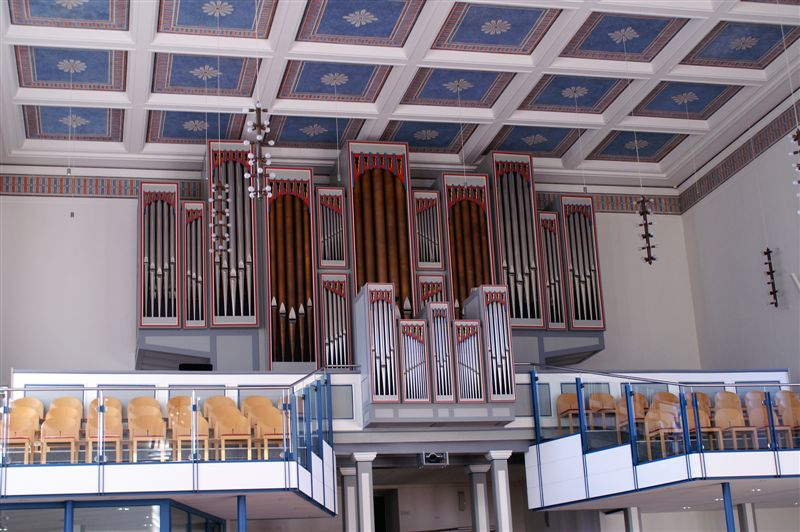
Prospekt der Kreienbrink-Orgel

Die 1984 erbaute Orgel stammt vom Osnabrücker Orgelbauer Kreienbrink. Das Instrument hat 35 Register auf drei Manualwerken und Pedal. Die Spieltraktur ist mechanisch, die Registertraktur ist elektrisch. Die Disposition lautet:
| I Rückpositiv C–g3 |                 |       |
| 1.                 | Gedackt         | 8′    |
| 2.                 | Prinzipal       | 4′    |
| 3.                 | Flauto traverso | 4′    |
| 4.                 | Blockflöte      | 2′    |
| 5.                 | Larigot         | 1 ⁄3′ |
| 6.                 | Scharff IV      | 1′    |
| 7.                 | Cromorne        | 8′    |
|                    | Tremulant       |       |

| II Hauptwerk C–g3 |              |        |
| 08.               | Bordun       | 16′    |
| 09.               | Prinzipal    | 08′    |
| 10.               | Spitzgedackt | 08′    |
| 11.               | Oktave       | 04′    |
| 12.               | Koppelflöte  | 04′    |
| 13.               | Superoktave  | 02′    |
| 14.               | Mixtur VI    | 01 ⁄3′ |
| 15.               | Trompete     | 08′    |

| III Schwellwerk C–g3 |                       |         |
| 16.                  | Rohrflöte             | 08′     |
| 17.                  | Viola da Gamba        | 08′     |
| 18.                  | Lamento (ab c0)       | 08′     |
| 19.                  | Italienisch Prinzipal | 04′     |
| 20.                  | Flûte douce           | 04′     |
| 21.                  | Nasat                 | 02 ⁄3′  |
| 22.                  | Spitzflöte            | 02′     |
| 23.                  | Terz                  | 01 3⁄5′ |
| 24.                  | Fourniture V          | 02′     |
| 25.                  | Basson                | 16′     |
| 26.                  | Hautbois              | 08′     |
| 27.                  | Clairon harmonique    | 04′     |
|                      | Tremulant             |         |

| Pedal C–f1 |               |     |
| 28.        | Prinzipal     | 16′ |
| 29.        | Subbaß        | 16′ |
| 30.        | Oktavbaß      | 08′ |
| 31.        | Bordun        | 08′ |
| 32.        | Holzoktave    | 04′ |
| 33.        | Hintersatz IV |     |
| 34.        | Posaune       | 16′ |
| 35.        | Trompete      | 08′ |

- Koppeln: I/II, III/I, III/II, Sub III/II, I/P, II/P, III/P
- Spielhilfen: Walze, 10.000 Setzerkombinationen